# Равнинный тапир
Равнинный тапир (лат. Tapirus terrestris) — вид млекопитающих из семейства тапировых (Tapiridae). Населяет равнинные области Южной Америки и относится к наиболее распространённым представителям этого семейства.

## Внешность
Равнинные тапиры достигают веса от 150 до 270 кг, при том самки, как правило, на 25—100 кг тяжелее самцов. Длина тела может доходить до 220 см, очень короткий хвост длиной до 8 см. Высота в плечах составляет 77—108 см. Для равнинных тапиров, в отличие от прочих тапиров, характерна небольшая грива на затылке. Шерсть на спине чёрно-коричневая, а грудь, живот и ноги тёмно-коричневые. Типичны белые края ушей. Шерсть на шее и на щеках иногда белая.
Телосложение напоминает остальных тапиров. Заметным признаком является весьма подвижный хоботообразный нос. Телосложение равнинного тапира компактное и мускулистое. Ноги сильные, однако при ходьбе выглядят элегантно. На передних ногах равнинный тапир, как и все его родичи, имеет четыре пальца, на задних — три. Пальцы увенчаны копытами и при ходьбе раздвигаются, благодаря чему тапиры не погружаются в мягкую землю. Глаза довольно маленькие и расположены по бокам головы.
Наиболее развитыми чувствами восприятия равнинных тапиров является тонкое обоняние, а также отличное осязание. Почти столь же хорошо развит слух. Зрение, однако, не столь развито, и этот вид тапиров весьма близорук.

## Распространение

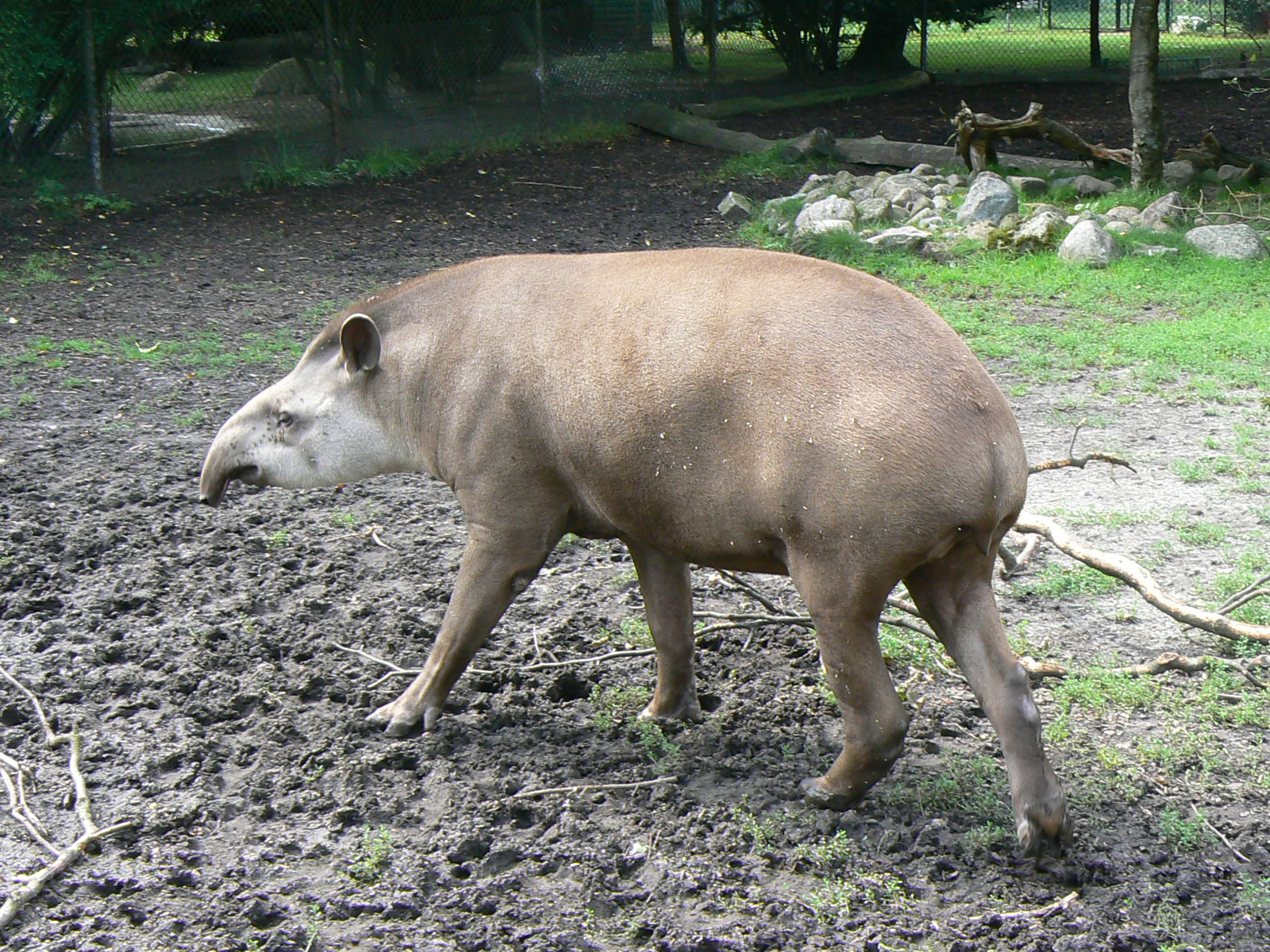
Равнинный тапир

Равнинные тапиры встречаются во многих частях Южной Америки к востоку от Анд, их ареал простирается от Колумбии и Венесуэлы до юга Бразилии, Парагвая и севера Аргентины. Средой обитания являются леса, в первую очередь тропические леса, в которых они всегда стараются находиться вблизи водоёмов.

## Поведение
Равнинные тапиры, как и все представители семейства, ведут преимущественно ночной образ жизни. В дневное время они удаляются в густые заросли, а по ночам выходят на поиски пищи. Эти животные умеют хорошо плавать и нырять. В целом, они очень пугливые и осторожные, в случае угрозы ищут укрытие в воде или же спасаются бегством. При необходимости равнинные тапиры обороняются с помощью укусов. К естественным врагам относятся пумы, ягуары и крокодилы.
Как и все тапиры, равнинные тапиры ведут одиночный образ жизни. Если две особи встречаются, то их поведение в отношении друг друга является, как правило, весьма агрессивным. Свои ареалы они помечают мочой, а для общения с сородичами используются пронзительные звуки, похожие на свист.
Равнинные тапиры питаются исключительно растениями, при этом они предпочитают их мягкие части. Помимо листьев они поедают водоросли, почки, ветки и плоды.

## Размножение

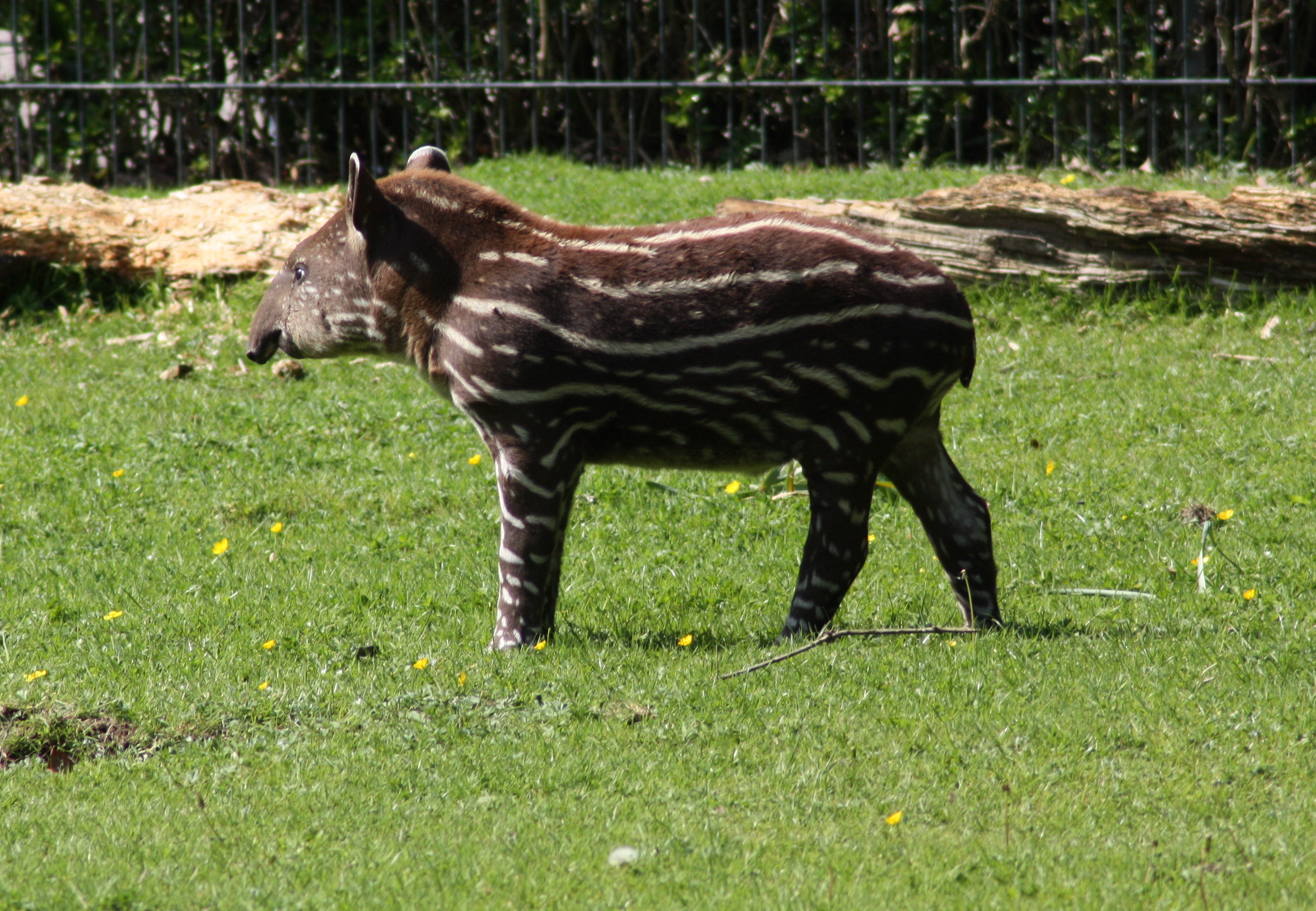
Детёныш равнинного тапира

После беременности, которая длится от 385 до 412 дней, самка рожает, как правило, по одному детёнышу, двойни крайне редки. Новорождённые равнинные тапиры весят 4—7 кг, а их шерсть усеяна светлыми пятнами и полосами, служащими для маскировки. В первые дни жизни они не выходят из закрытого убежища, однако спустя неделю начинают сопровождать мать при её поисках пищи.
Маскировочный окрас исчезает в возрасте 5—8 месяцев, от молока детёныш отвыкает в возрасте 6 месяцев, однако остаётся при матери около года. В возрасте полутора лет он достигает взрослых размеров, а в четыре года становится половозрелым и способным к размножению на протяжении всего года. Средняя продолжительность жизни равнинных тапиров составляет 25—30 лет, в неволе наиболее старая особь дожила до 35 лет.

## Равнинный тапир и человек

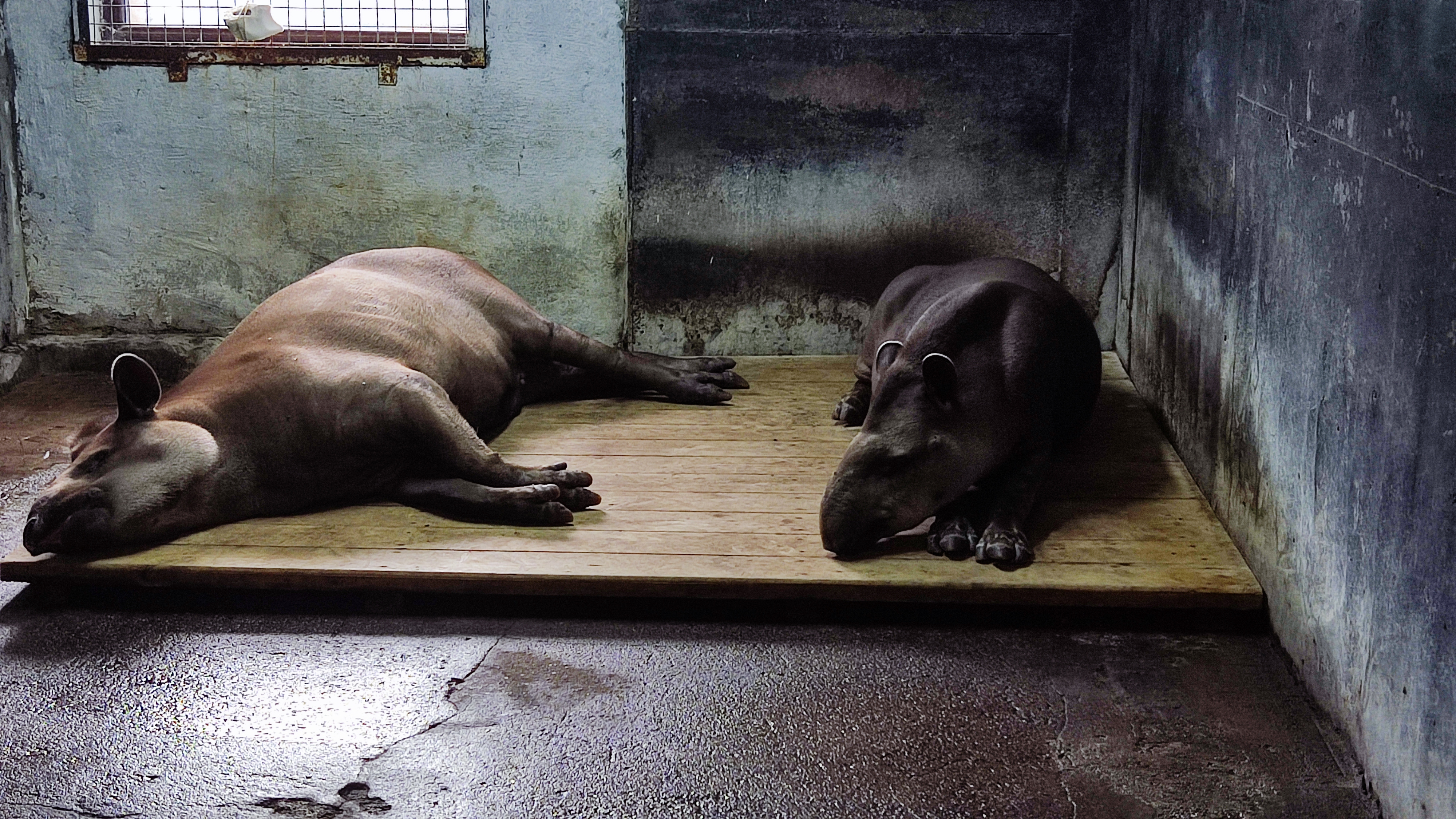
Равнинный тапир в Калининградском зоопарке

Угрозы для равнинного тапира заключаются с одной стороны в охоте на него ради его мяса и кожи, с другой стороны в продолжающемся разрушении его среды обитания из-за вырубки лесов. Благодаря обширному ареалу он встречается пока чаще, чем два других американских вида тапиров — центральноамериканский (Tapirus bairdi) и горный (Tapirus pinchaque). Тем не менее, его численность падает, из-за чего МСОП придал ему статус состоящего под угрозой.
Вследствие разрушения привычной среды обитания, равнинный тапир иногда вторгается на сельскохозяйственные угодья. Он проникает на примыкающие к лесам плантации сахарного тростника или какао, что нередко заканчивается отстрелом животного.
Из всех тапиров равнинный тапир чаще всего демонстрируется в зоопарках. Молодые тапиры хорошо привыкают к человеку, легко приручаются и могут даже возить детей.